# Сан-Фьор

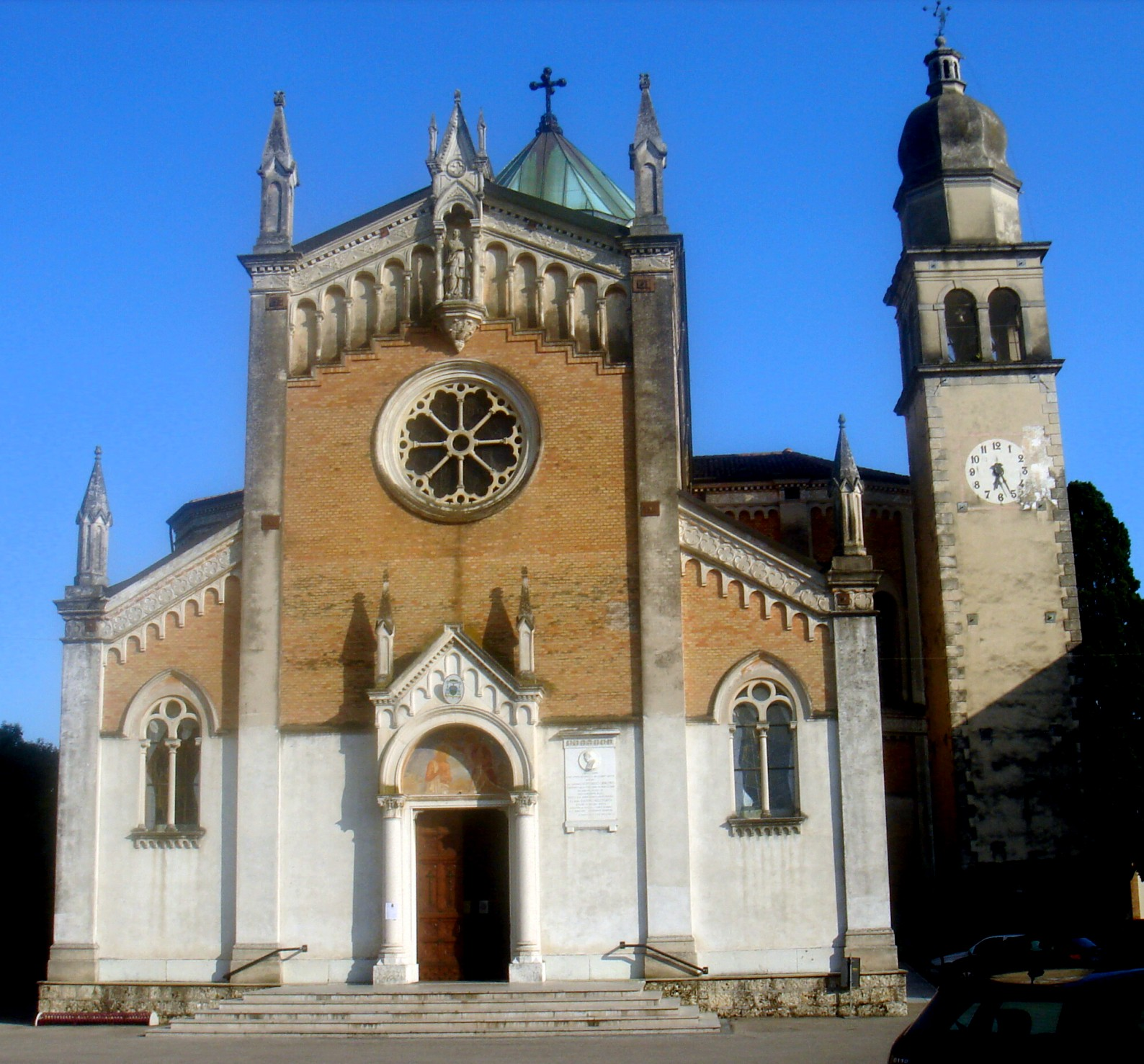
Храм св.Иоанна Крестителя

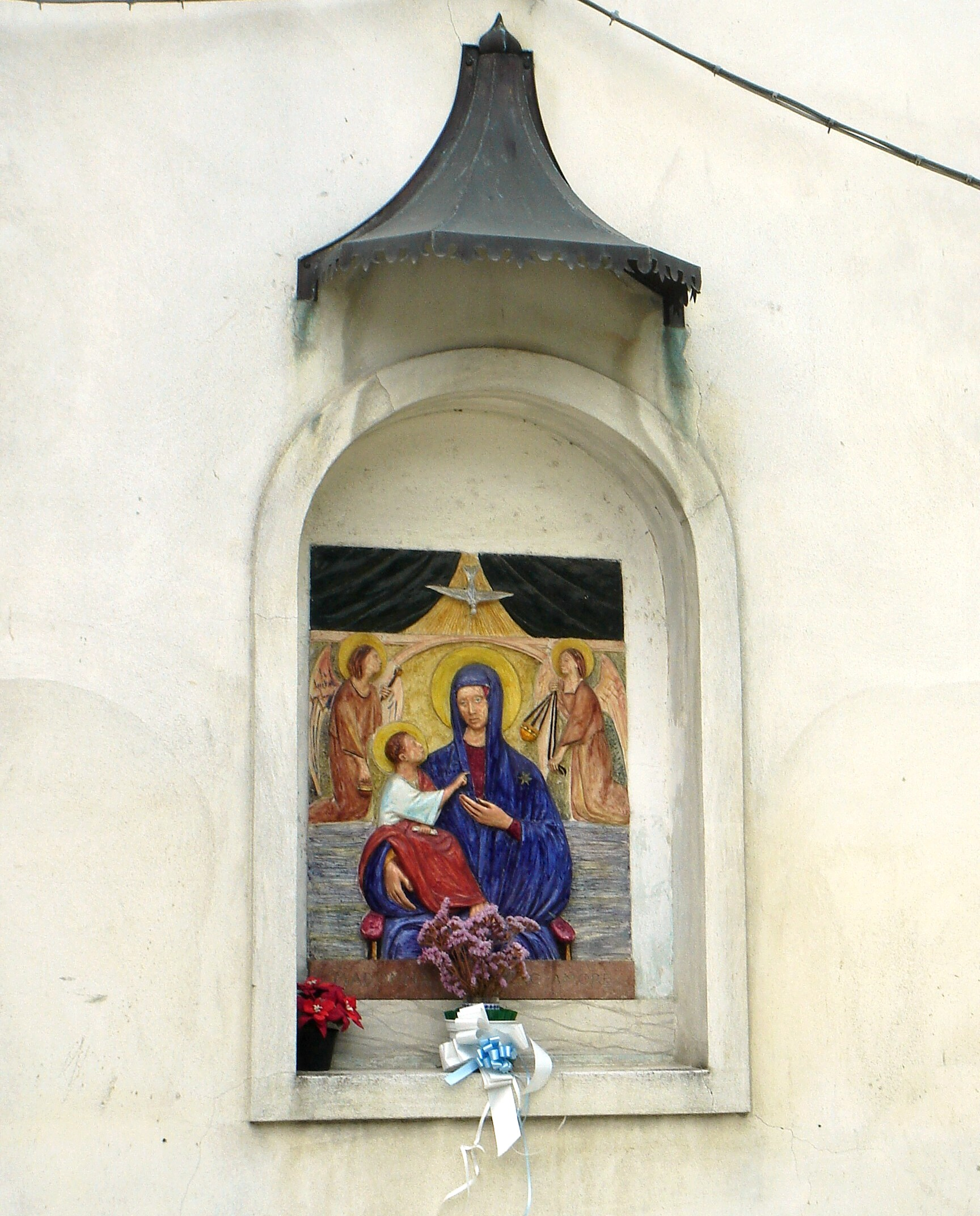
Ниша Пресвятой Богородицы Божественной любви (Madonna del Divino Amore)

Сан-Фьор (итал. San Fior) — коммуна в Италии, располагается в провинции Тревизо области Венеция.
Население составляет 6153 человека (2008 г.), плотность населения составляет 362 чел./км². Занимает площадь 17 км². Почтовый индекс — 31020. Телефонный код — 0438.
Покровителем коммуны почитается святой Иоанн Креститель, празднование 24 июня.

## Демография
Динамика населения:

## Администрация коммуны
- Официальный сайт: http://www.comune.san-fior.tv.it/